# SKET DANCE
『SKET DANCE』（スケット ダンス）は、篠原健太による日本の漫画。『週刊少年ジャンプ』（集英社）において、2007年33号から2013年32号まで連載された。2010年、第55回小学館漫画賞少年向け部門受賞。2019年8月時点で累計発行部数は1400万部を突破している。
人助けを目的とした高校の部活動「スケット団」の日常と活躍を描いた学園コメディ漫画。スケット団が学校の生徒からの依頼を解決しようと奮闘する様子を、ギャグを中心に、謎解きあり、感動ありと様々な要素を絡めて描かれている。
2011年4月7日から2012年9月27日までテレビ東京系にてテレビアニメが放送された。

## あらすじ
開盟学園高等学校・学園生活支援部、通称「スケット団」は、学園の生徒が楽しい学校生活を送れるように、相談事やトラブルの解決など、人助けに取り組んでいる頼れる学園のサポーター集団。というのは建前で、実際は学園の便利屋扱い。落し物を探したり、裏庭を掃除したり、時には依頼もなく部室で折り紙をしたり。
部員は、お調子者だけどやる時はやるリーダー「ボッスン」、元不良の武闘派ヤンキー娘「ヒメコ」、クールな情報屋「スイッチ」の3人。そんなスケット団のもとに、今日もヘンテコな依頼人からのヘンテコな依頼が舞い込んで来たり、来なかったり。スケット団は、時に真面目に、時にバカバカしく、グダグダだけど熱い活動を送っている。

## 用語

### 開盟学園関係
開盟学園
ボッスンたちの通う私立の高等学校。制服はブレザーだが、着回しのバリエーションは多く、着方は各生徒が自由に着ている。カバンは学校指定の物があるが、基本的に自由である。
部活動も盛んだが、自由な校風であるために、意味不明な部を作ろうとする者が多く、さらに安形がそれらを安易に認可し続けたため、椿を主体として生徒会が部活動の整理に奔走している（スケット団も廃部にされそうになった）。
元々は規則や服装に厳しい学校だったが、安形が生徒会執行部に加入してからは徐々に変化が表れ始め、彼が生徒会長に着任して以降は生徒の自主性を重視するように校則を変えるなど校風が大幅に変わった。しかし校則が緩んだことが原因で問題を起こす生徒や教師も現れるようになる。
焼却炉の幽霊
開盟学園の七不思議の1つ。「10年前、男子生徒が受験ノイローゼで校舎から飛び降り、朦朧とした意識のまま焼却炉まで歩き、息を引き取った。その日以来、焼却炉前の花壇に男子生徒の霊が現れる」という内容だが、実際はその男子生徒は飛び降り自殺をした際、雪がクッションになったおかげで一命をとりとめている。
小説版1巻では七不思議は生徒に危ない目に遭わせないようにと、校務員の吉村が作った警告だったことが判明した。
蜘蛛の会
草部が中心となる開盟学園の闇の組織。女子生徒の弱みを握っては猥褻な行為を行うという卑劣な行いを繰り返していた。被害生徒が名乗り出ないためにその存在自体都市伝説となりかけていたが、生徒会執行部により暴かれ解散となった。
その後事件は学園新聞の一面を飾り、漫画家の檜原が取材に訪れた。
カイメイ・ロック・フェスティバル
先代校長の個人的な趣味で創設された、開盟学園独自の行事。生徒の有志で結成されたバンド数組で行うコンテスト形式のライブイベント。伝統として、優勝したメンバーはヒーローとして称えられる。昨年はエントリーが少なかったことで中止となったため、ボッスンはその存在を知らなかった。スケット団の面々も、それぞれ、ヒメコは矢場沢さんから、ヤバサワブックスのギター担当に。スイッチは小田倉から、ch-ch（チャンネル‐チャンネル）の（指）ドラム担当に。ボッスンはSEIJI（セイジ）から、スケットボンバーズのベース担当に誘いを受け、フェスに参加することになる。
しかし、ヒメコはメンバーのインフルエンザ、スイッチは音楽の方向性、ボッスンはSEIJIの右腕骨折により出場辞退、および解散した。その後、スケット団の3人は「The Sketchbook（ザ スケッチブック）」というバンド名で参加した。その結果、ダンテ率いる「JardiN（ジャルダン）」が優勝、生徒会執行部の「ザ・生徒会バンド」が準優勝、そして「The Sketchbook」がベストソング賞を獲得した。なお、このエピソードは読者が選ぶ人気エピソードで1位になった。
劇中のクライマックスではthe pillowsの「Funny Bunny」のフルの演奏シーンが描かれ、雑誌掲載後、普段スケット・ダンスを読んでいない人からも、大きな反響があったという。実際にthe pillowsサイドからも連絡が入り、後に作者はライブに招かれ、ボーカル・山中さわおとも対面を果たした。それが縁で、フェス編が収録された第6巻では、山中が帯文を担当している。また、アニメ化の際にもthe pillowsが音楽面で協力している。
田名部くん
第92話でボッスンと椿が初めての共同作業として「祝！コーラス部全国高校合唱コンクール出場!!」という横断幕を作成しようとしたが、互いのミスによって「神！田名部くん絶賛コーラス部全（国）高（校）合（唱）コン（クール）出場」という横断幕を作成してしまった。ボッスンによると田名部くんはあふれだすカリスマ性があり、「神」と評されている。公式ファンブックによると3月23日生まれのB型という設定になっている。第二回人気投票では22位に選ばれた。
椿のダサT
Tシャツ作成キット「Tシャツゴッコ」を使って、椿が自らデザインした図案（主に漢字）をもとに作るTシャツ。このオリジナルTシャツ作成は椿の趣味である。今まで作ってきたものには「秩序」、ガチンコ・ビバゲー・バトル時の「粛正」、カイメイ・ロック・フェスティバル時の「転岩（ロックンロール）」、「堅固」「東京」「原宿」「海」「侍」「祭」「将軍」「魂」「風林火山」などがある。感想を求められてもリアクションに困るため、周囲からはなるべく触れたくないと思われている。ボッスンにセンスのいいTシャツ作りを習うが、結局はダサくなってしまう。
懲罰委員会
重大な罪を犯した教師および生徒を秘密裏に審査し、処分を決定する組織。メンバーは理事長と校長、校外の有識者たちの7人。理事長以外はナンバーが描かれた面をかぶっている。
部室棟を焼失させたスケット団に対し退学処分を言い渡すが、今までスケット団に助けられた生徒や教師達の訴えを前に翻意する。その結果、スケット団に助けられた人たちに免じて、スケット団に10時間の学内の奉仕活動を言い渡した。
キリが起こした新任教師（轡大二郎）拉致事件では、証拠となった動画と椿の計らいにより、轡を拉致したキリと轡を殴ったボッスンを2週間の停学処分に処した。
開盟学園裏サイト
ボッスンが1年生だった時のクラスメイト・奥山和樹が運営した学校裏サイト。「教師の不人気ランキング」や不良にいたずらを仕掛ける「粛清」というコーナーがある。

### 黄老師関係
子供の頃に中国に住んでいた山野辺先生が、黄老師なる人物から教わったというゲームの数々。いずれももっともらしい起源が語られているが、第240話ではすべて黄老師が考案したものであることになっている。
ジェネシス
ンプルィーヌ・チペペスブ王国発祥のスポーツであり、同国の国技。
足に「フリッパー」と呼ばれる足ヒレを装着した状態で試合を行うのが特徴。コイントスで攻撃側と防御側を決め、攻撃側の選手がボールを投げ、防御側の選手がそれを「モーニングスター」と呼ばれる専用の網でキャッチするか、自分の体にぶつからないように回避する。点数計算は7点刻みで、49点（7ポイント）先取で1ゲーム、先に2ゲーム取った方の勝利となる。
用語のほとんどが英語であったり、バレーボール用のボールやドッジボール用のコートを使用したり、ルールが一部適当であったり、試合前に「ウォークライダンス」と呼ばれる舞を踊るなど、色々な面で胡散臭い。ルールには専門用語が多過ぎて、部の設立審査に来た椿も困惑するほど。
ジェネシス部の設立のため、山野辺先生がスケット団に部活掛け持ちを依頼したが、椿の「部活の掛け持ちは認められない」の一言により、スケット団が今度は部員募集の手伝いに駆り出される羽目になる。
ジェネシス・ワールド・グランプリ
4年に1回、ンプルィーヌ・チペペスブ王国で行われるジェネシスの世界大会。優勝国の選手には「金」の文字が刻まれた銀メッキの銅製のメダルが、MVP選手には金獅子のブローチとホタルスズメダイのタタミイワシ一年分が、それぞれ贈られる。
作中では第10回大会が行われスケット団＋キャプテンが選手、山野辺先生が監督となり日本代表チームとして出場した。他の参加国は中国、アメリカ・ワイオミング州、東キュピール、ギャヂョーン、レソボッコウンズランド、ズールズーヌルーズヌー共和国など全16ヶ国。日本が優勝し、キャプテンがMVPに選ばれた。
ヒュペリオン
山野辺先生がスケット団に紹介したボードゲーム。紀元前1000年頃の中国で発祥し、四人制チャトランガの元となったという。
2対2で行う将棋のようなゲーム。「グランドクロス」と呼ばれる新榧（スプルース材）製の十字型の盤と、9種類14個1組の駒を使用する。駒の一つ一つに個性的なキャラクターが設定されているのが特徴で、立体造形物としての評価も高いとされている。
一部の駒が他のボードゲームからの流用だったり、他の駒も世界観がバラバラだったり、中国発祥なのに専門用語に英語が多かったりと、胡散臭い点が多い。女性が熱中することはめったに無く、男性も一時的には熱中するが短期間で熱が冷めてしまうという謎を秘めている。
黄老師の遺言により日本で世界大会が開かれたが、日本代表であるスケット団と山野辺先生以外は、主催者兼中国代表の黄老師の孫2名しか出場しておらず、中止となった。
専門用語のひとつ「ヒュペる」は、本来は「ヒュペリオンに熱中して興奮状態に陥る」という意味だが、後にヒュペリオンとは無関係の事柄に対しても度々使用され、ヒュペリオンを知らない椿やスミちゃんを困惑させている。
ファンシーユンピョウター
ロムカセット方式の家庭用ゲーム機。「ファンユン」と略して呼ばれる。
外見はファミリーコンピュータそっくりだが、リセットボタンおよび電源ボタンが丸く、コントローラーの十字キーの代わりに凸字キー、Aボタン・Bボタンの代わりにA〜Uボタンが配置されている。山野辺先生曰く、「ユンピョウター」はユンピョウに由来するという。
作中に登場するのは、山野辺先生が子供の頃に黄老師から譲り受けたもの。故障していたのをスイッチによって修理されたが、冷却装置の作りが弱いため、4時間以上連続で稼働するとオーバーヒートを起こし再度故障してしまう。
SPECIAL MARIKO BROKEN（スペシャル マリコ ブロークン）
山野辺先生が唯一持っていたファンユン用ゲームソフト。通称『壊れてしまった特別な真理子』。発売元は「WONTENDO（ウォンテンドー）」。
スーパーマリオブラザーズそっくりな横スクロールアクションゲーム。ストーリーは「主人公であるOLのマリコ（声 - 小島めぐみ）が、上司と特別な関係になり、大恋愛の末に心が壊れてしまう」というもの。パワーアップアイテムはすべて色違いのエリンギだがほとんど役に立たない、戦闘はエンカウント方式かつコマンド選択方式で手間取ると攻撃されるなど、ルールが混沌としている。ロムカセットのソフトでありながら、ポリゴンで立体描写されたデパ地下を探検できたり、一部場面でムービーがキャラクターボイスつきで流れたりと、ロムカセットのゲームソフトとは思えないほど高度な表現が一部で使われている。ラスボスの亀井本部長（声 - 若本規夫）は、すべての武器・呪文・召喚魔獣を集めても勝てないほど強く、倒すためにはゲームスタート地点にいる双子の妹のルイジアナ（声 - 後藤邑子）に話しかけて仲間にする必要がある。
山野辺先生はこのゲームを子供時代から遊んでいるがどうしてもエンディングにたどり着けず、スケット団にクリアを依頼した。協力してラスボスに勝利するところまではこぎつけたが、そこまでに約4時間を費やしてしまったため本体がオーバーヒートを起こし、エンディングは結局見ることができなかった。後にクリエイティブ・ソウル・ゲーム部の面々が山野辺先生と共に挑むも、やはり同じ結果に終わった。ボッスン曰く「なんだかんだですげー名作」。
ファルケン
日本のかるたの起源とされるゲーム。7世紀に唐で盛んだった鷹狩りから始まったとされる。
大まかなルールはかるたとほぼ同じだが、「バート」と呼ばれる付け髭を付けた状態でプレイする、試合開始前にプレイヤーは互いのバートを15秒間褒め合う、読み札を読む行為を「にょむ」と呼ぶ、用語にはドイツ語が多く使われている、などの違いがある。読み札には百人一首とは異なり短歌ではなく「黄歌（ウォンか）」が書かれており、その内容も「辻ヒデキ」という学生服姿の人物が名物キャラクターとなっていたり、aikoのカブトムシから歌詞の引用をしていたりと、とても胡散臭い。
最強のファルケニストとなった者は、手と札との摩擦によって火が出るという幻の技「炎のコマ（ブレンネン・クライゼル）」を会得できるという。作中ではボッスンがこの域に到達したが、これが原因で火災を発生させてしまい、懲罰委員会の審問にかけられることになった。

### その他
スリングショット
ボッスンの武器。オモチャのパチンコと違い、狩猟にも使える本格的な武器。ゴムは強力で牽引力を安定させるためにリストロックで左腕を支える必要がある。
ボッスンは殺傷能力を弱めるために柔らかいゴム弾を使用しているが、それでも顔に当たると気絶するほどの威力がある。さらに集中モードになることで、狭い隙間に弾を通すことや数十m先の目標に命中させることが可能になる。
戦闘や、逃亡する相手の狙撃、試合中の振蔵にフリスケを飲ませる等、様々な場面で使用されている。
ホッケースティック
ヒメコの武器。フィールドホッケーで使用されるホッケースティック。ヒメコはブラストというメーカーのスティックを使用している。
小学4年 - 高校1年の春まで「Valkyrie」と描かれたホッケースティックを、高校2年の秋までは「Cyclone（サイクロン）」を使用していたが、いずれも戦闘を経て破損してしまった。作中でホッケー専門店の店長から「Flagrance（フレグランス）」を譲られ、現在に至る。ヒメコは「Flagrance（=凶悪、悪妙高い）」を「Fragrance（=芳香、良い香り）」と勘違いし、「薫風丸」と名付けた。
スイッチのパソコン
スイッチがいつも持ち歩いているノートパソコン。スイッチの弟・正文がパソコンで作成した音声合成ソフトが入っており、パソコンに文字を打ち込むと、その文字を喋ってくれる。ガチンコ・ビバゲー・バトルの3回戦ではパソコンに入力されている音を利用し、デージーを油断させた。
ペロリポップキャンディ
通称『ペロキャン』。ヒメコがいつも愛用している棒付きキャンディー。見た目は普通の飴だが、サバミソ味、しおから味など得体の知れない味ばかりで、常人が食べるとその瞬間嘔吐するほど不味い。ヒメコは普通に食べているが、キャプテンも「最初は食べられなかったが頑張って舐めているうちに食べられるようになった」と発言していることから、一度慣れるとハマってしまうということらしい。ヒメコは全47種類の味を30秒以内に暗唱することを特技としている。
たまにペロキャングッズ（包み紙と同デザインのタオルやマグカップ、マスコット『ペロリン』の人形）のプレゼントを企画していることがある。そのうち『ペロキャンタオル（ナス田楽味）』は、実際にジャンプショップにて公式グッズとして発売された。
作者の篠原曰く、「普通に食べたら美味しいが、飴にしたら不味そうな物」をペロキャンの味のモチーフにしているとのこと。
ヒメコがCMのイメージガールのオーディションを受けて合格し、CM撮影をしたが、訳が分からない出来になってしまった上に2回しか放送されなかった（付き添ったボッスンとスイッチはタヌキとウサギの着ぐるみを着て背景で踊る役をやらされた）。
『赤マルジャンプ』版読切での正式名称は「ペロリンキャンディ」である。
スイッチのボッスン
スイッチが書いたボッスンの似顔絵。丸く大きな目に、ちょこんとした丸い鼻が特徴。スイッチが何かを図説する際に描かれていることが多い。第一回人気投票ではキャラクター以外では最高となる5位に選ばれた。
ナックルパンチ、
ボッスンの必殺技。作者曰く「とにかく殴る技」。「オレのナックルパンチが火を吹くぜ」が戦闘におけるボッスンの決め台詞だが、不発に終わることが多い。
作中ではボッスンが本気で人を殴り飛ばすシーンは2度登場し、いずれも相手を吹き飛ばし気絶させるほどの威力を見せたが、「ナックルパンチ」の名は出ていない。
椿エクスプロージョン
椿の必殺技。左フックだが、大人一人を吹き飛ばすほどの威力がある。
館川高校
作中で度々登場する高校の名称。通称タチ高。治安の悪さで名高く、常時不良が屯している。いくつかのグループがあり、ボスの薮田が不良たちを束ねている。
スケット団と生徒会執行部等が館川高校に関わることが多く、ボッスンと椿の二人で開盟学園の生徒にカツアゲをした不良を阻止する他、椿がデージーを傷付けた薮田に立ち向かったり、キリと震平が椿と振蔵の仇を討つなどのエピソードがある。
ますらお幼稚園
ヤバ沢の兄の所属する劇団が、毎年演劇を披露している幼稚園。劇団が事故に遭い公演出来なくなったため助けを求めてきたヤバ沢により、スケット団と生徒会との演劇対決に利用された。
その後も交流は続いているようで、中馬が作った怪しげな薬で幼児化してしまった者のためにスイッチが予備のスモックとズボンを借りてきたりしている。幼稚園教諭の兄がアニメ関係者だったため、百香が声優のオーディションに誘われる。
アニメでは園長がワンシーンのみ登場している。
2人はナーバス!
子供向けの美少女アニメ。ボッスン達の高校1年時の秋に放映開始された。スイッチ曰く「その出来の良さから大ヒットした作品」らしいのだが、オープニング曲の歌詞は「ナーバス」とひたすら連呼するだけで、見ているとナーバスな気持ちになってくる。
ストーリーとしては2人の女性主人公である、結婚を間近に控えたマリッジ・ブルーこと葵青子（あおい しょうこ）（声 - 氷上恭子）と、妊娠中のマタニティ・ブルーこと紺野藍（こんの あい）（声 - 今井由香）がお互いのこれからの人生について悩みながらも最終的に悪者を倒すという、オープニング曲同様ナーバスな内容。話の9割がドラマ仕立てで放送時間は午後7時からである。
後に続編シリーズとして、『No!ナーバス5』『4人はナーバス!』が放映された。後者にはサムシング・ブルーというキャラクターが登場している。
魔法のペテン師 リアリティ☆マジ
子供向けの魔法少女アニメ。百香の声優特訓を行う際に『2人はナーバス!』と一緒に用いられた作品。
魔法少女モノで「シニカルステッキ」というアイテムも登場するのだが、実際には主人公のリアリティ☆マジ（声 - 佐倉綾音）が魔法は使うもトドメを刺す前に悪者から金銭を要求するというストーリー。決め言葉は「土に埋まって星を見る?」。
魔法のヤンキー リバティ☆真剣
マジシリーズ第2弾アニメ。決め言葉は「自由を求めてマジ参上!!」。
『No!ナーバス5』のオーディションを音響監督（声 - 酒巻光宏）が見学していたことがきっかけで、主演声優を百香が務めることになった。小説版では映画化されている。
生徒会執行部だ!
檜原円太が『週刊少年ジャンプ』で始めた新連載。モデルは開盟学園の生徒会執行部で、メインらしいキャラは椿似。『ジャンプ』の表紙には3人（椿・安形・丹生）しか描かれていなかったが、本編では5人とも登場しているらしい。
メランコリック・ランデヴー
浪漫の投稿作。壊滅的な彼女の絵画センスはもちろん、投稿作にも関わらず自筆のアオリが付いていたり「つづく」で締めくくられていたり、原稿の4分の1ほどを広告スペースにしてそこにエッセイを書いていたりと、ツッコミどころだらけである。アシスタントはボッスンが担当したため、背景や仕上げは本格的なものとなっている。
ビバゲーシティ
携帯のSNSサイト。マイページやアバターの他、各種ミニゲームも用意されている。近々『生徒会執行部だ!』のゲームもリリースされる。
アバターのパーツはかなりの数が用意されている。 一部のパーツは有料制になっており、ビバゲー内の仮想通貨「ビバゴールド」で購入することが出来る。
ガチンコ・ビバゲー・バトル
ビバゲーシティが企画した、「ビバゲーシティのゲームを5人1組でリアルに対決する」という大会。『生徒会執行部だ!』のゲームリリース記念で『週刊少年ジャンプ』が取材に来ることになり生徒会執行部が出場することになった挙句、ヤバ沢の依頼（優勝商品であるアバターのパーツの入手）でスケット団も参加することになった。決勝戦でスケット団と生徒会執行部が対決し、3勝2敗で生徒会執行部が優勝した。
アニメでは、ビバちゃん（声 - 佐藤利奈）とゲーちゃん（声 - 新井里美）というマスコットガールが登場している。
Marronnier Mania （マロニエ マニア）
「モイモイ」や「ムンムン」等の動物キャラクターが登場する作品。デージーやロマンはこの作品のぬいぐるみを集めており、ウサミや子供になった椿も気に入っている。
専門ショップが存在しており、小説版2巻ではデージーがそのショップでバイトをしている。
Dream of Lie
ダンテの好きなヴィジュアル系バンド。バンド名の由来はその日本語訳である「偽りの夢」。
バンドに関する独特の用語が多数あるのが特徴で、ライブのことを「晩餐会（バンケット）」、チケットのことを「翼」などと呼んでいる。作中でダンテは紛失したライブツアーのチケットの捜索を依頼した。
ポップマン
ボッスンとヒメコが子供の頃に見ていた番組。普段は頼りないが、いざとなったら助けに来てくれるヒーロー・ポップマンが活躍するストーリーになっている。
ボッスンが身につけているキャップはポップマンのグッズであり、高校1年のころにヒメコから貰った。ボッスンもポップマンのゴーグルを持っていたが、高校1年の時に不良との戦いで壊れてしまった。
超痩身スレンダー
一部のディープなマニアの間でブレイク寸前と噂になっているヒーロー番組。悪役の「ダークサイダー」が出現した時にアンソニーという少年が「スレンダー」を呼びに行く設定になっている。登場人物はアンソニー以外名前の後ろに「〜ダー」が付いている他、敵の幹部キャラはなぜか全員可愛いのが特徴。アンソニーは第二回人気投票で13位に選ばれた。
お助け組
理事長と梅子、秀一が学生時代に結成した部活。落とし物探しや当時の校長の孫・進（ススム）の遊び相手など、部活内容はスケット団と似ているが、ススムの誘拐事件を解決し、「特別少年警察」に任命されたり、当時総理だったススムの父・良平（りょうへい）の依頼で某国からの侵略を防ぐなどの活躍を見せた。
丹生グループ
ミモリンの実家が経営する会社。総資産額は5京円。ミモリンの祖父が会長であり、ミモリンの父・林太郎が社長を務める。
一軒家より巨大なビルが玄関になっている。地下には街や畑、牧場やショッピングモールがあり、城のような自宅と使用人全員の庭付きの家が建っている。地下でも空があり、人工太陽と自動気象システムで管理している。車や馬車などが移動手段となっており、玄関からミモリンの自宅までは馬車で40分かかる。
丹生家の一族はブラックカードよりさらに上の漆黒カードというクレジットカードを所持している。
ティグレファミリー
作中に登場するギャング団。ドラーゴという別のギャング団と対立関係にあり、機密データが保管されたUSBメモリーを偶然拾った椿をドラーゴの刺客と勘違いして命を狙ったが、キリに防がれた。
A組の中谷さんを巡るエピソードにもギャング団らしきものが登場するが、関連は不明。

## 問題となった表現
週刊少年ジャンプ2009年42号に掲載された話で、ヒメコがヘリウムガスをボンベから直接吸引して遊ぶシーンがあった。しかし、高音の声を出して遊ぶパーティー用のヘリウムガスは酸素を混合させたものであり、純度の高いヘリウムガスを直接吸引すると最悪の場合単純窒息で死に至る危険がある。
この問題を受けて、少年ジャンプ側は公式ウェブサイトで純度の高いヘリウムガスを直接吸引する行為が危険であることを示し、そのような描写がなされたことについて謝罪した。
単行本では、問題となった描写は変更されている。

## 担当編集者
- 初代: 川島直樹（第1話 - 第65話）
- 2代目: 金成圭（第66話 - 第150話）
- 3代目: 川島直樹（第151話 - 第243話）
- 4代目: 小野寺宏次（第244話 - 最終話）

## 読み切り版
『赤マルジャンプ』および『週刊少年ジャンプ』本誌に掲載された同タイトルの読み切り作品。
連載版のプロトタイプにあたるため、ボッスンやスイッチの本名をはじめ、連載版とは設定が異なる部分がある。

### 赤マルジャンプ版
センターカラー45ページ。中堅作家がカラーを取ることが多い『赤マルジャンプ』で、デビュー後2作目の新人としては異例の扱いで掲載された。
後に、『SKET DANCE 公式ファンブック 開盟学園生徒手帳』に収録された。

#### あらすじ（赤マルジャンプ版）
人助けを目的に設立された『スケット団』のもとへ依頼者・紺野美森がやって来る。彼女が憧れている西尾直樹が落とし、その場で渡し損ねたハートマークの封筒を代わりに届けて欲しいという依頼にボッスンは、それは自分で届けるべきだと美森に諭す。
しかしその封筒に入っていたのが半裸の女子の写真だったことから、一転スケット団が調査に乗り出すことになる。

#### 連載版との差異（赤マルジャンプ版）

##### スケット団
正式な部活動としては認められておらず、SKETの略称が「Support Kindness Encouragement Team」となっている。また、部室のレイアウトが異なり、接客スペースが広く、畳スペースが無い。

##### 登場人物（連載版との差異・赤マルジャンプ版）
ボッスンとスイッチの名前、ヒメコの表記、および3人の所属クラスが以下のように異なっている。
- ボッスン：遊馬　游翼（あすま　ゆうすけ） 2-B所属
- ヒメ子：鬼塚 一愛（おにづか ひめ） 2-D所属
- スイッチ：笛吹 一義（うすい かずよし） 2-B所属

制服のデザインも若干異なり、男子の冬服が詰襟になっている。また、子供のころ溺れたところを助けられ亡くなった兄がおり、彼の遺した帽子とゴーグルを受け継いでいるという、ボッスンの過去が設定されている。

#### 登場人物（赤マルジャンプ版）
スケット団の3人については省略。
ミモリン / 紺野 美森（こんの みもり）
2-C所属、出席番号27番。赤マル版の依頼者。身長155cm、体重44kg、胸囲86cm。
資産家のお嬢さんで世間知らず。依頼に対しても大金を用意するなど、金銭感覚が鈍い。
西尾に憧れているがために、彼が落とした「ラブレターらしき封筒」を渡せずスケット団を頼る。
臆病な一面があり、封筒を西尾に渡せずにスケット団に頼んでしまうが、スケット団の励ましにより、勇気を持つようになった。
西尾 直樹（にしお なおき）
2-A所属。写真部部長でコンクールでも多数受賞。甘いマスクで女子の人気も高い。
作中でヤバ沢にデジタルカメラの手ほどきをしたりするが、本人は根っからのフィルム派。
問題の封筒の持ち主で「オロチに脅されて写真現像をやらされた」と主張した。
実はこの事件の黒幕であり、ミモリンの半裸写真を撮るためにオロチを利用していた。そのことがスケット団に見破られてしまい、退学になった。
オロチ / 尾呂地 卓巳（おろち たくみ）
3-C所属。校内最強のヤンキーグループのヘッド。2人の舎弟を連れている。男子女子問わず強制的に生徒の半裸写真をデジタルカメラで撮っては、脅しの道具に使っている。
実は西尾と手を組んでおり、彼が半裸の写真を撮っている間、部室の外で見張り番をしていた。部室の外で見張っていたスイッチを襲ったが、舎弟もろともヒメコに倒された。
ヒメコに対して一緒に組まないかと提案をするが、軽くあしらわれる。

### 本誌版
47ページ。この年行われなかった『ジャンプ金未来杯』の代替企画『3号連続新人読切』の第1弾として掲載された。

#### あらすじ（本誌版）
人助けの部活動にもかかわらず依頼がなくグダグダしていたスケット団に、依頼者の山中一郎が現れた。
彼曰く、中学のときから付き合っていた「なっちゃん」に突然理由も無く別れを告げられ困っているとのこと。彼から譲られた写真からなっちゃんがスイッチと同じクラスの渡辺菜三子であると踏んだ3人は、早速調査に乗り出す。

#### 連載版との差異（本誌版）
スケット団3人の学年が1年生になっている。

#### 登場人物（本誌版）
スケット団の3人については省略。
山中 一郎（やまなか いちろう）
スケット団への依頼者で1-E所属。岸田中出身。通称いっくん。性格は真面目だが内向的。
渡辺 菜三子（わたなべ なみこ）
1-B所属。岸田中出身で、一郎の幼馴染み。
突然一郎のことを避けだすが、それは志賀に弱みを握られてのことだった。
志賀 秀徳（しが ひでのり）
一郎、菜三子と同じ岸田中出身の不良。金持ちのボンボンで、取り巻きが何人もいる。
菜三子の弱みを握り、「新しい彼氏」と一方的に称している。ボッスンに「パーティーメガネ」、スイッチに「パティ男」（略）と呼ばれていた。

## 書誌情報

### 単行本
- 篠原健太 『SKET DANCE』 集英社〈ジャンプ・コミックス〉、全32巻
  1. 「ペンキ仮面」2007年11月7日第1刷発行（11月2日発売[集 1]）、ISBN 978-4-08-874463-6
  2. 「夏の桜」2008年1月9日第1刷発行（1月4日発売[集 2]）、ISBN 978-4-08-874470-4
  3. 「友達がいっぱい」2008年4月9日第1刷発行（4月4日発売[集 3]）、ISBN 978-4-08-874504-6
  4. 「ガチンコ・ビバゲー・バトル」2008年7月9日第1刷発行（7月4日発売[集 4]）、ISBN 978-4-08-874544-2
  5. 「スイッチ・オフ」2008年10月8日第1刷発行（10月3日発売[集 5]）、ISBN 978-4-08-874579-4
  6. 「カイメイ・ロック・フェスティバル」2009年1月10日第1刷発行（1月5日発売[集 6]）、ISBN 978-4-08-874619-7
  7. 「OGRESS」2009年3月9日第1刷発行（3月4日発売[集 7]）、ISBN 978-4-08-874653-1
  8. 「第1回キャラクター人気投票結果発表」2009年6月9日第1刷発行（6月4日発売[集 8]）、ISBN 978-4-08-874681-4
  9. 「ハズカシガール」2009年8月9日第1刷発行（8月4日発売[集 9]）、ISBN 978-4-08-874715-6
  10. 「Happy Birthday」2009年11月9日第1刷発行（11月4日発売[集 10]）、ISBN 978-4-08-874752-1
  11. 「会えて嬉しい」2010年1月9日第1刷発行（1月4日発売[集 11]）、ISBN 978-4-08-874787-3
  12. 「ドロップ」2010年2月9日第1刷発行（2月4日発売[集 12]）、ISBN 978-4-08-874795-8
  13. 「ユーガッタメール!」2010年4月7日第1刷発行（4月2日発売[集 13]）、ISBN 978-4-08-870035-9
  14. 「進め!ペロキャンガール」2010年7月7日第1刷発行（7月2日発売[集 14]）、ISBN 978-4-08-870074-8
  15. 「ビスケット・ダンス」2010年9月8日第1刷発行（9月3日発売[集 15]）、ISBN 978-4-08-870103-5
  16. 「修学旅行狂詩曲」2010年12月8日第1刷発行（12月3日発売[集 16]）、ISBN 978-4-08-870148-6
  17. 「The last day of president」2011年2月9日第1刷発行（2月4日発売[集 17]）、ISBN 978-4-08-870177-6
  18. 「燃えろファルケン!」2011年4月9日第1刷発行（4月4日発売[集 18]）、ISBN 978-4-08-870209-4
  19. 「ラブリーバニーガール」2011年7月9日第1刷発行（7月4日発売[集 19]）、ISBN 978-4-08-870235-3
  20. 「SOLITUDE」2011年9月7日第1刷発行（9月2日発売[集 20]）、ISBN 978-4-08-870284-1
  21. 「バレンタイン・クライシス」2011年11月9日第1刷発行（11月4日発売[集 21]）、ISBN 978-4-08-870304-6
  22. 「フィギュア・ドール・ペインティング!」2012年2月8日第1刷発行（2月3日発売[集 22]）、ISBN 978-4-08-870369-5
  23. 「オクルコトバ」2012年3月7日第1刷発行（3月2日発売[集 23]）、ISBN 978-4-08-870401-2
  24. 「Happy New School Year!」2012年4月9日第1刷発行（4月4日発売[集 24]）、ISBN 978-4-08-870429-6
  25. 「ステルス・ボディーガード」2012年7月9日第1刷発行（7月4日発売[集 25]）、ISBN 978-4-08-870463-0
  26. 「トラブル・トラベル」2012年9月9日第1刷発行（9月4日発売[集 26]）、ISBN 978-4-08-870497-5
  27. 「部屋とワイセツと私」2012年11月7日第1刷発売（11月2日発売[集 27]）、ISBN 978-4-08-870533-0
  28. 「スイッチ・オン」2012年12月9日第1刷発売（12月4日発売[集 28]）、ISBN 978-4-08-870599-6
  29. 「バードマン」2013年2月9日第1刷発売（2月4日発売[集 29]）、ISBN 978-4-08-870629-0
  30. 「夏祭りグラフィティ」2013年4月9日第1刷発売（4月4日発売[集 30]）、ISBN 978-4-08-870684-9
  31. 「Inherit the Twin Stars」2013年6月9日第1刷発売（6月4日発売[集 31]）、ISBN 978-4-08-870764-8
  32. 「ラストダンス」2013年8月7日第1刷発売（8月2日発売[集 32]）、ISBN 978-4-08-870783-9

### 小説
- 平林佐和子『SKET DANCE extra dance』集英社〈ジャンプ ジェイ ブックス〉、全2巻
  - 「真説!学園七不思議」2009年11月4日発売、ISBN 978-4-08-703211-6
  - 「生徒会の事件簿〜クック・シェル事件〜」2010年7月2日発売、ISBN 978-4-08-703225-3

### ファンブック
- 『SKET DANCE 公式ファンブック 開盟学園生徒手帳』2011年9月2日、ISBN 978-4-08-870352-7

### 電子書籍
単行本全巻、電子書籍化されており、以下の章立てでカラー化されている。(2014年現在)
- 愉快な仲間編

### 文庫
2018年6月24日から2019年1月18日にかけて集英社文庫（コミック版）より文庫版全16巻が発売された。カバーイラストは篠原健太書き下ろし。篠原が劇中の設定についてコメントする「PLAYBACK DANCE」が収録された。初回出荷版にはカバーイラストを使用したつながるポストカードが付属している。2019年8月8日に化粧ケース入りの文庫版全16巻セットが発売された。

## アプリ
TAKARATOMY ENTAMEDIA製のマチキャラがdマーケットなどで入手可能であり、他、きせかえ少年ジャンプにて集英社製のきせかえ・マチキャラが入手できる。

## ヴォイスコミック
集英社のヴォイスコミック「VOMIC」として、2009年11月にジャンプ専門情報番組『サキよみ ジャンBANG!』にて放送（2話、全4回）され、同年12月からVOMIC公式サイトでテレビ未放送の2話とともに配信された。
第2弾が2010年10月から『サキよみ ジャンBANG!』にて放送され、同年11月からVOMIC公式サイトで配信された。4話（原作2話分）、全5回。
声の出演は、登場人物の項を参照。
週刊少年ジャンプ公式YouTubeチャンネルでも配信されている。
放送リスト
| 話数 | サブタイトル                    | テレビ放送日           | VOMIC公開日   |
| ---- | ------------------------------- | ---------------------- | ------------- |
| 1    | クラブルームで髪を切る100の方法 | 2009年11月6日 11月13日 | 12月7日       |
| 2    | バッド・サイエンティスト        | 11月20日 11月27日      | 12月14日      |
| 3    | フードファイター・キャプテン    | （テレビ未放送）       | 12月21日      |
| 4    | それが男のヒュペリオン          | （テレビ未放送）       | 12月28日      |
| 5    | 合コンでツッコんで              | 10月1日                | 2010年11月5日 |
| 6    | 合コンでツッコんで              | 10月8日                | 11月12日      |
| 7    | しばらく観させてもらいます      | 10月15日               | 11月19日      |
| 8    | しばらく観させてもらいます      | 10月22日 10月29日      | 11月26日      |

## テレビアニメ
2011年4月7日から2012年9月27日まで、テレビ東京系にて毎週木曜18時より放送された。当初は1年間の放送予定だったが、制作上の都合により半年延長され、1年6か月間の放送となった。なお最終回では、スーパー戦隊シリーズでは恒例の新旧レッドによるバトンタッチ演出が、ボッスンと坂田銀時に置き換える形で行われた。

### スタッフ
- 原作 - 篠原健太
- 監督・音響監督 - 川口敬一郎
- シリーズ構成 - 猪爪慎一
- キャラクターデザイン - 中武学
- プロップデザイン - 高田晃
- 美術デザイン - 比留間崇
- 美術監督 - 椋本豊
- 色彩設計 - 永井留美子
- 撮影監督 - 入部章
- 編集 - 奥田浩史
- 音楽 - 鳴瀬シュウヘイ
- 音楽プロデューサー - 河野裕介
- プロデューサー - 圡方真、今井陽介、依田健
- アニメーション制作 - タツノコプロ
- 製作 - テレビ東京、電通、タツノコプロ

### 主題歌
オープニングテーマ
「カッコ悪い I love you!」（第2話 - 第17話）
歌 - フレンチ・キス、作詞 - 秋元康、作曲 - 黒須克彦、編曲 - 五十嵐"IGAO"淳一（avex entertainment）
第1話、第51話ではEDとして使用。
「道」（第18話 - 第26話）
歌 - The Sketchbook、作詞 - Rock the tiger、作曲・編曲 - tatsuo（avex entertainment）
第17話では挿入歌として使用。
「Graffiti」（第27話 - 第39話）
歌 - GACKT、作詞 - 藤林聖子、作曲・編曲 - Ryo（avex entertainment）
第71話では挿入歌として使用。
「Message」（第40話 - 第46話、第48話 - 第51話）
歌 - The Sketchbook、作詞 - 多田宏、作曲・編曲 - tatsuo
第47話ではEDとして使用。
「Reboot」（第53話 - 第63話）
歌 - everset、作詞 - Rock the tiger・緋村剛、作曲・編曲 - tatsuo
第52話、第64話はOPがないため未使用。
「Clear」（第65話 - 第76話）
歌 - The Sketchbook、作詞 - 多田宏、作曲・編曲 - tatsuo
第77話はOPがないため未使用。
エンディングテーマ
「Comic Sonic」（第2話 - 第16話）
歌 - the pillows、作詞・作曲 - 山中さわお、編曲 - the pillows（avex trax）
「Funny Bunny（Rock Stock Version）」（第17話）
歌 - the pillows、作詞・作曲 - 山中さわお、編曲 - the pillows
「クローバー」（第18話 - 第24話、第26話）
歌 - The Sketchbook、作詞 - Rock the Tiger、作曲・編曲 - tatsuo（avex entertainment）
「キヲク」（第25話）
歌 - The Sketchbook、作詞 - Rock the Tiger、作曲・編曲 - tatsuo（avex entertainment）
「ミルクとチョコレート」（第27話 - 第36話、第38話 - 第39話）
歌 - ChocoLe、作詞 - 藤林聖子、作曲・編曲 - 酒井陽一（avex entertainment）
「HERO」（第37話）
歌 - The Sketchbook、作詞 - 多田宏、作曲・編曲 - tasuo（avex entertainment）
「パーリー!ハレルヤ!」（第40話 - 第46話、第49話 - 第50話）
歌 - SKET ROCK【藤崎佑助（吉野裕行）、椿佐介（下野紘）、笛吹和義（杉田智和）、安形惣司郎（関智一）】、作詞 - 酒井陽一・RUCCA、作曲・編曲：酒井陽一
「Birthday」（第48話）
歌 - The Sketchbook、作詞 - 多田宏、作曲・編曲 - tasuo（avex entertainment）
「Colors」（第52話 - 第61話、第63話）
歌 - The Sketchbook、作詞 - 多田宏、作曲・編曲 - tasuo（avex entertainment）
第62話はEDがないため未使用。
「Traveler」（第64話）
歌 - The Sketchbook、作詞 - 多田宏、作曲・編曲 - tatsuo
「世界は屋上で見渡せた」（第65話 - 第72話、第74話 - 第75話）
歌 - SKET×Sketch、作詞・作曲 - 山中さわお、編曲 - 酒井陽一
第70話では生徒会の合唱曲として使用。第73話、第76話はEDがないため未使用。
「Startup」（第77話）
歌 - The Sketchbook、作詞 - 多田宏、作曲・編曲 - tatsuo
「REFLECT」（第EX話）（OVA）
歌 - The Sketchbook、作詞 - 多田宏、作曲 - The Sketchbook、編曲 - The Sketchbook・tatsuo

### 挿入歌
「豪華絢爛ヤバヤバス!（ヤバスver.）」（第16話）
歌 - YABASAWA BOOKS（豊口めぐみ）、作詞 - Noria、作曲・編曲 - 酒井陽一
「どりぃみんぐ☆らぶ」（第17話）
歌 - ROMAN（茅野愛衣）、作詞 - Noria、作曲・編曲 - 鳴瀬シュウヘイ
「Aegis 〜君を守る盾〜」（第17話）
歌 - ザ・生徒会バンド（野島健児）、作詞 - Rock the tiger、作曲・編曲 - AYANO
「生きとし生けるすべてに告ぐ」（第17話）
歌 - JardiN（GACKT）、作詞 - 藤林聖子、作曲・編曲 - Ryo
「Funny Bunny」（第17話）
歌 - The Sketchbook、作詞・作曲 - 山中さわお、編曲 - tatsuo
「何スカ?ロンスカ?ロックンロール?!」（第42話）
歌 - 吉備津百香（井上麻里奈）、作詞 - Rock the Tiger、作曲・編曲 - AYANO
アイキャッチで使用。
「理想郷」（第67話）
歌 - 椿佐介（下野紘）、作詞 - Rock the Tiger、作曲・編曲 - 大場敏朗
アイキャッチで使用。
「全開!乙女フィルター」（第68話）
歌 - 早乙女浪漫（茅野愛衣）、作詞 - Rock the Tiger、作曲・編曲 - 大場敏朗
アイキャッチで使用。
「お気になさらずお気持ちです」（第74話）
歌 - 丹生美森（高本めぐみ）、作詞 - Noria、作曲・編曲 -大場敏朗
「明日ガール」（第76話）
歌 - 安形紗綾（花澤香菜）、作詞・作曲・編曲 - 依田伸隆
「集中ビュビュビューン!」（第76話）
歌 - 藤崎佑助（吉野裕行）、作詞・作曲・編曲 - 鳴瀬シュウヘイ
アイキャッチで使用。

### 各話リスト
| 話数              | サブタイトル                                                 | サブタイトル                                                 | 脚本              | 絵コンテ         | 演出                     | 作画監督                                          | 総作画監督       | 放送日        |
| ----------------- | ------------------------------------------------------------ | ------------------------------------------------------------ | ----------------- | ---------------- | ------------------------ | ------------------------------------------------- | ---------------- | ------------- |
| 第1話             | 学園のSKET達                                                 | 学園のSKET達                                                 | 猪爪慎一          | 川口敬一郎       | 川口敬一郎               | 草間英興                                          | -                | 2011年 4月7日 |
| 第2話 （第2.5話） | ペパーミント侍 （エイプエスケイプ）                          | ペパーミント侍 （エイプエスケイプ）                          | 猪爪慎一          | 中村憲由         | 小田嶋俊 中野英明        | 西尾公伯 佐野英敏 山口飛鳥 張裕植 金成氾          | -                | 4月14日       |
| 第3話             | 伝説の鬼姫                                                   | 伝説の鬼姫                                                   | 猪爪慎一          | 佐野隆史         | 柳屋圭宏                 | 馬場竜一                                          | 中武学           | 4月21日       |
| 第4話             | ロマンティック坂の上の ファインディングペロリン              | ロマンティック坂の上の ファインディングペロリン              | 猪爪慎一          | 川口敬一郎       | 橋口洋介                 | 伊藤岳史                                          | 高田晃           | 4月28日       |
| 第5話             | 焼却炉の幽霊                                                 | 焼却炉の幽霊                                                 | 猪爪慎一          | ワタナベシンイチ | 中島大輔                 | 天崎まなむ 小野田貴之                             | -                | 5月5日        |
| 第6話             | 鬼姫の目にも涙                                               | 鬼姫の目にも涙                                               | 猪爪慎一          | 中村憲由         | 堤雄一郎                 | 落合麻衣子 をがわいちろを 川口弘明                | -                | 5月12日       |
| 第7話             | 夏の桜                                                       | 夏の桜                                                       | 武上純希          | 佐野隆史         | 黒田やすひろ             | 山田勝                                            | -                | 5月19日       |
| 第8話             | ナーバス＆ジェネシス                                         | ナーバス＆ジェネシス                                         | ふでやすかずゆき  | ワタナベシンイチ | ワタナベシンイチ         | 貞方希久子                                        | -                | 5月26日       |
| 第9話             | 円太やります!                                                | 円太やります!                                                | ふでやすかずゆき  | 中野英明         | 中野英明                 | 伊藤岳史                                          | -                | 6月2日        |
| 第10話            | 見てはいけない                                               | 見てはいけない                                               | 武上純希          | 中村憲由         | 奈須川充                 | 奈須川充                                          | -                | 6月9日        |
| 第11話            | ガチンコ・ビバゲー・バトル                                   | ガチンコ・ビバゲー・バトル                                   | ふでやすかずゆき  | ワタナベシンイチ | 小林浩輔                 | 近藤優次                                          | -                | 6月16日       |
| 第12話            | シューティング ギャングスター他                              | シューティング ギャングスター他                              | 武上純希          | ワタナベシンイチ | 加藤顕                   | 田辺謙司                                          | -                | 6月23日       |
| 第13話            | ピクシーガーデン                                             | ピクシーガーデン                                             | 猪爪慎一          | ワタナベシンイチ | ワタナベシンイチ         | 谷口繁則 竹森由加                                 | -                | 6月30日       |
| 第14話            | 内田をプロデュース                                           | 内田をプロデュース                                           | 武上純希          | ウシロシンジ     | 黒田やすひろ             | 山崎輝彦 WON CHANG HEE 高橋克之                   | -                | 7月7日        |
| 第15話            | 13日の過ちのエンジェル                                       | 13日の過ちのエンジェル                                       | ふでやすかずゆき  | 中野英明         | 中野英明                 | 伊藤岳史 飯飼一幸 牧内ももこ                      | -                | 7月14日       |
| 第16話            | カイメイ・ロック・フェスティバル                             | カイメイ・ロック・フェスティバル                             | 猪爪慎一          | 佐野隆史         | 佐伯結子                 | 荒木英樹                                          | -                | 7月21日       |
| 第17話            | スケッチブック                                               | スケッチブック                                               | 猪爪慎一          | 佐山聖子         | 吉原達矢 松山正彦        | 神谷智大                                          | -                | 7月28日       |
| 第18話            | それが男のヒュペリオン                                       | それが男のヒュペリオン                                       | ふでやすかずゆき  | 川口理恵         | 佐藤宏幸                 | 永田正美                                          | -                | 8月4日        |
| 第19話            | クラブルームと校長室で パニック・イン・髪を切る100の方法     | クラブルームと校長室で パニック・イン・髪を切る100の方法     | ふでやすかずゆき  | 羽原久美子       | 羽原久美子               | 藤原未来夫 山崎輝彦                               | -                | 8月11日       |
| 第20話            | 合コンでツッコんで                                           | 合コンでツッコんで                                           | 猪爪慎一          | ワタナベシンイチ | 高田淳                   | 小野田貴之 田辺謙司                               | -                | 8月18日       |
| 第21話            | オタクトオカルト                                             | オタクトオカルト                                             | 武上純希          | 中山岳洋         | 黒田やすひろ             | 古賀誠 Kim yong-sik                               | -                | 8月25日       |
| 第22話            | ランニングホームラン（改）                                   | ランニングホームラン（改）                                   | 猪爪慎一          | 大平直樹         | 大平直樹                 | 西尾公伯 Kim yong-sik                             | -                | 9月1日        |
| 第23話            | リトルプリンセスは気分上々                                   | リトルプリンセスは気分上々                                   | ふでやすかずゆき  | 中野英明         | 中野英明                 | 佐野英敏 飯飼一幸                                 | -                | 9月8日        |
| 第24話            | 兄・弟                                                       | 兄・弟                                                       | 猪爪慎一          | 佐野隆史         | 小林浩輔                 | 近藤優次                                          | -                | 9月15日       |
| 第25話            | スイッチ・オフ                                               | スイッチ・オフ                                               | 猪爪慎一          | 佐野隆史         | 榎本守                   | 青野厚司                                          | -                | 9月22日       |
| 第26話            | SPIRIT DANCE                                                 | SPIRIT DANCE                                                 | 猪爪慎一          | 吉原達矢         | 吉原達矢                 | 斎藤 格 後藤圭祐                                  | -                | 9月29日       |
| 第27話            | おねえさんと バッド・サイエンティストといっしょ              | おねえさんと バッド・サイエンティストといっしょ              | 武上純希          | 川口理恵         | 佐藤広雪                 | 永田正美 山根理宏                                 | -                | 10月6日       |
| 第28話            | 榛葉道流のエレガントクッキング                               | 榛葉道流のエレガントクッキング                               | 猪爪慎一          | 佐野隆史         | 高田淳                   | 戸田さやか 渡辺奈月 五十内裕輔                    | -                | 10月13日      |
| 第29話            | 過ちのエンジェル再臨                                         | 過ちのエンジェル再臨                                         | 涼村千夏 猪爪慎一 | 中野英明         | 中野英明                 | 中屋了 飯飼一幸                                   | -                | 10月20日      |
| 第30話            | ガチャガチャしたにょら☆                                      | ガチャガチャしたにょら☆                                      | ふでやすかずゆき  | ワタナベシンイチ | 花井宏和                 | 古賀誠 Kim yong-sik                               | -                | 10月27日      |
| 第31話            | 武士と服装                                                   | 武士と服装                                                   | 猪爪慎一          | 川口敬一郎       | 柳屋圭宏                 | 宍戸久美子 斎藤里枝                               | 後藤圭祐（補佐） | 11月3日       |
| 第32話            | ヌスット・ダンス他                                           | ヌスット・ダンス他                                           | ふでやすかずゆき  | ワタナベシンイチ | 小林浩輔                 | 近藤優次                                          | -                | 11月10日      |
| 第33話            | ガラス男                                                     | ガラス男                                                     | 涼村千夏          | 羽原久美子       | 羽原久美子               | 西尾公伯 佐野英敏                                 | 後藤圭祐（補佐） | 11月17日      |
| 第34話            | おねえさん 研究所Rがんばる!                                  | おねえさん 研究所Rがんばる!                                  | 武上純希          | 川口理恵         | 佐藤広雪                 | 永田正美                                          | -                | 11月24日      |
| 第35話            | クイズ戦士エニグマン                                         | クイズ戦士エニグマン                                         | ふでやすかずゆき  | 佐野隆史         | 高田淳                   | KAT 小野田貴之                                    | 後藤圭祐（補佐） | 12月1日       |
| 第36話            | OGRESS                                                       | OGRESS                                                       | ふでやすかずゆき  | 吉原達矢         | 榎本守                   | 渡辺奈月 柳瀬譲二                                 | -                | 12月8日       |
| 第37話            | 薫風                                                         | 薫風                                                         | ふでやすかずゆき  | 吉原達矢         | 松山正彦 徳本善信 上村泰 | 青野厚司 門智昭                                   | 後藤圭祐（補佐） | 12月15日      |
| 第38話            | きぐるみぶれいく                                             | きぐるみぶれいく                                             | 武上純希          | ワタナベシンイチ | 北条史也                 | 山本真嗣                                          | -                | 12月22日      |
| 第39話            | 壊れてしまった特別な…正月                                    | 壊れてしまった特別な…正月                                    | 猪爪慎一          | ワタナベシンイチ | 小林浩輔                 | 近藤優次                                          | -                | 2012年 1月5日 |
| 第40話            | ステイクアウト・ブルース                                     | ステイクアウト・ブルース                                     | 猪爪慎一          | 大平直樹         | 大平直樹                 | 岩岡優子 中屋了                                   | 中武学           | 1月12日       |
| 第41話            | VS生徒会! バトルQを杞憂する稀有な男                          | VS生徒会! バトルQを杞憂する稀有な男                          | ふでやすかずゆき  | 川口理恵         | 篠幸裕                   | 飯飼一幸 西山忍 永田正美                          | 後藤圭祐         | 1月19日       |
| 第42話            | やにわにモモカ舞台女優への道                                 | やにわにモモカ舞台女優への道                                 | 涼村千夏          | 佐野隆史         | 佐々木真哉               | 栗原学                                            | 中武学           | 1月26日       |
| 第43話            | ハズカシガール                                               | ハズカシガール                                               | 武上純希          | ワタナベシンイチ | ワタナベシンイチ         | さのえり つなきあき 高橋賢 竹森由佳 出野喜則      | 後藤圭祐         | 2月2日        |
| 第44話            | ドロップ                                                     | ドロップ                                                     | 武上純希          | 羽原久美子       | 羽原久美子               | 西尾公伯                                          | -                | 2月9日        |
| 第45話            | ひそひそおねえさんインストラクソン                           | ひそひそおねえさんインストラクソン                           | ふでやすかずゆき  | 玉川真人         | 駒屋健一郎               | 古賀誠 山本真嗣 都竹隆治 竹上貴雄                 | -                | 2月16日       |
| 第46話            | Happy Birthday                                               | （前編）                                                     | 猪爪慎一          | 佐野隆史         | ふじいたかふみ           | 戸田さやか 渡辺奈月                               | -                | 2月23日       |
| 第47話            | Happy Birthday                                               | （後編）                                                     | 猪爪慎一          | 佐野隆史         | 小林浩輔                 | 近藤優次                                          | 中武学           | 3月1日        |
| 第48話            | Happy Rebirthday                                             | Happy Rebirthday                                             | 猪爪慎一          | 吉原達矢         | 吉原達矢                 | 青野厚司 戸田さやか 川島勝 藤伝博 吉原達矢        | -                | 3月8日        |
| 第49話            | ジェネシス・ワールド・グランプリ                             | ジェネシス・ワールド・グランプリ                             | ふでやすかずゆき  | 川口理恵         | 徳本善信                 | 飯飼一幸 大橋圭                                   | -                | 3月15日       |
| 第50話            | なんでもやりまっせご主人様                                   | なんでもやりまっせご主人様                                   | 武上純希          | 大平直樹         | 町谷俊介                 | 鈴木勘太 Kim yong-sik                             | -                | 3月22日       |
| 第51話            | 会えて嬉しい                                                 | 会えて嬉しい                                                 | 猪爪慎一          | 上村泰           | 上村泰                   | 渡辺奈月 戸田さやか                               | 後藤圭祐 中武学  | 3月29日       |
| 第52話            | ツインテールツンデレガール                                   | ツインテールツンデレガール                                   | 猪爪慎一          | 川口敬一郎       | 駒屋健一郎               | 古賀誠 大城美季                                   | 中武学           | 4月5日        |
| 第53話            | コマちゃんに贈る淑やかな曲                                   | コマちゃんに贈る淑やかな曲                                   | ふでやすかずゆき  | 羽原久美子       | 羽原久美子               | 西尾公伯 岩岡優子                                 | 後藤圭祐         | 4月12日       |
| 第54話            | 占い師をやっつけろ                                           | 占い師をやっつけろ                                           | 武上純希          | ワタナベシンイチ | 清水一伸                 | 栗原学                                            | -                | 4月19日       |
| 第55話            | 顔で笑って心でおり神と呼ばれた男                             | 顔で笑って心でおり神と呼ばれた男                             | 涼村千夏          | 佐野隆史         | 小林浩輔                 | 近藤優次                                          | 中武 学 後藤圭祐 | 4月26日       |
| 第56話            | 楽屋に行っていいかい?                                        | 楽屋に行っていいかい?                                        | 猪爪慎一          | 川口敬一郎       | 野木森達哉               | 青野厚司 戸田さやか                               | -                | 5月3日        |
| 第57話            | ユーガッタメール!                                            | ユーガッタメール!                                            | 涼村千夏          | 川口理恵         | 奥野耕太                 | 向山祐治 大橋圭 金有千 永田正美                   | 後藤圭祐 中武学  | 5月10日       |
| 第58話            | ストップ!透明人間くん                                        | ストップ!透明人間くん                                        | ふでやすかずゆき  | 大平直樹         | 大平直樹                 | 中屋了 Kim yong-sik                               | -                | 5月17日       |
| 第59話            | 椿と雛菊                                                     | 椿と雛菊                                                     | 武上純希          | 中山岳洋         | 駒谷健一郎               | 古賀誠 花井宏和 森悦史                            | 中武学 後藤圭祐  | 5月24日       |
| 第60話            | 進め!集中力を高め、みんなで協力し合う ペロキャンガール勉強会 | 進め!集中力を高め、みんなで協力し合う ペロキャンガール勉強会 | 村上桃子          | 上村泰           | 上村泰                   | 谷口宏美                                          | -                | 5月31日       |
| 第61話            | 漫画乙女は荒野を目指して会議する。                           | 漫画乙女は荒野を目指して会議する。                           | ふでやすかずゆき  | ワタナベシンイチ | 小林浩輔                 | 近藤優次                                          | 中武学           | 6月7日        |
| 第62話            | Skip!                                                        | Skip!                                                        | 猪爪慎一          | 佐野隆史         | 清水一伸                 | 栗原学                                            | -                | 6月14日       |
| 第63話            | 修学旅行狂詩曲 （スクールトリップラプソディー）              | （前編）                                                     | 猪爪慎一          | 吉原達矢         | 吉原達矢                 | 青野厚司                                          | 後藤圭祐         | 6月21日       |
| 第64話            | 修学旅行狂詩曲 （スクールトリップラプソディー）              | （後編）                                                     | 猪爪慎一          | 中野英明         | 中野英明                 | 岩岡優子 中屋了                                   | -                | 6月28日       |
| 第65話            | 妹の気になるアイツが気になる兄                               | 妹の気になるアイツが気になる兄                               | 涼村千夏          | 川口理恵         | 奥野耕太                 | 飯飼一幸 鯉川慎平 向山祐治                        | 中武学 後藤圭祐  | 7月5日        |
| 第66話            | さぐりあうツッコミ                                           | さぐりあうツッコミ                                           | 村上桃子          | 上村泰           | 上村泰                   | 谷口宏美                                          | -                | 7月12日       |
| 第67話            | 椿ダサTオクガフカイ                                          | 椿ダサTオクガフカイ                                          | ふでやすかずゆき  | ワタナベシンイチ | 丸山裕介                 | 花井宏和                                          | 中武学 後藤圭祐  | 7月19日       |
| 第68話            | オペレーション・ラブポーション                               | オペレーション・ラブポーション                               | 武上純希          | 羽原久美子       | 羽原久美子               | 西尾公伯 飯飼一幸                                 | -                | 7月26日       |
| 第69話            | ウンは天にあるので、来たれ生徒会                             | ウンは天にあるので、来たれ生徒会                             | 猪爪慎一          | ワタナベシンイチ | 清水一伸                 | 栗原学                                            | -                | 8月2日        |
| 第70話            | The last day of president                                    | The last day of president                                    | 猪爪慎一          | 佐野隆史         | 野木森達哉               | 玉川明洋                                          | 中武学 後藤圭祐  | 8月9日        |
| 第71話            | 天才ウンコマン慕情                                           | 天才ウンコマン慕情                                           | ふでやすかずゆき  | 吉原達矢         | 吉原達矢                 | 阿部加奈子 加藤照代 德田賢郎 新井淳（エフェクト） | -                | 8月16日       |
| 第72話            | 影狼を追え!                                                  | 影狼を追え!                                                  | 武上純希          | 六片克俊         | 奥野耕太                 | 川口理恵 松尾真彦 飯飼一幸                        | 中武学 後藤圭祐  | 8月23日       |
| 第73話            | 覗き…しりそめし頃に…                                         | 覗き…しりそめし頃に…                                         | ふでやすかずゆき  | 佐野隆史         | 守田芸成                 | 北原章雄 花井宏和 飯飼一幸                        | 中武学 後藤圭祐  | 8月30日       |
| 第74話            | フードファイターお宅訪問!                                    | フードファイターお宅訪問!                                    | 涼村千夏          | 中野英明         | 中野英明                 | 岩岡優子 中屋了 山崎てるひこ                      | -                | 9月6日        |
| 第75話            | SOLITUDE                                                     | SOLITUDE                                                     | 武上純希          | 上村泰           | 上村泰                   | 谷口宏美                                          | 中武学 後藤圭祐  | 9月13日       |
| 第76話            | より良い学園作りの為に!!                                     | より良い学園作りの為に!!                                     | 村上桃子          | 大平直樹         | 清水一伸                 | 栗原学 関崎高朗 丸山匡根                          | -                | 9月20日       |
| 第77話            | 学園のSKET達（その後）                                       | 学園のSKET達（その後）                                       | 猪爪慎一          | 川口敬一郎       | 野木森達哉               | 草間英興 後藤圭佑 青野厚司                        | 中武学 後藤圭祐  | 9月27日       |
| 第EX話            | 妹の悩みに悩む兄に悩む妹とその仲間達                         | 妹の悩みに悩む兄に悩む妹とその仲間達                         | 涼村千夏          | 沖田宮奈         | 松山正彦                 | 中武学 後藤圭佑 栗原学 青野厚司 かどともあき      | 中武学           | 未放送        |

### 放送局
| 放送地域       | 放送局             | 放送期間                                        | 放送日時                                                          | 放送系列             | 字幕 |
| -------------- | ------------------ | ----------------------------------------------- | ----------------------------------------------------------------- | -------------------- | ---- |
| 関東広域圏     | テレビ東京         | 2011年4月7日 - 2012年9月27日                    | 木曜 18:00 - 18:30                                                | テレビ東京系列       | ○    |
| 北海道         | テレビ北海道       | 2011年4月7日 - 2012年9月27日                    | 木曜 18:00 - 18:30                                                | テレビ東京系列       | ○    |
| 愛知県         | テレビ愛知         | 2011年4月7日 - 2012年9月27日                    | 木曜 18:00 - 18:30                                                | テレビ東京系列       | ○    |
| 大阪府         | テレビ大阪         | 2011年4月7日 - 2012年9月27日                    | 木曜 18:00 - 18:30                                                | テレビ東京系列       | ○    |
| 岡山県・香川県 | テレビせとうち     | 2011年4月7日 - 2012年9月27日                    | 木曜 18:00 - 18:30                                                | テレビ東京系列       | ○    |
| 福岡県         | TVQ九州放送        | 2011年4月7日 - 2012年9月27日                    | 木曜 18:00 - 18:30                                                | テレビ東京系列       | ○    |
| 日本全域       | AT-X               | 2011年4月13日 - 2012年10月3日                   | 水曜 9:00 - 9:30 （リピート放送あり）                             | アニメ専門チャンネル | ×    |
| 日本全域       | キッズステーション | 2012年6月6日 - 11月24日 2013年6月12日 - 7月16日 | 土曜 20:00 - 21:00 月曜 - 金曜 18:00 - 18:30 （リピート放送あり） | アニメ専門チャンネル | ○    |

2012年5月27日よりニコニコ動画のニコニコチャンネルにて動画配信を開始した。59話以降、毎週日曜1:00より公式生放送を行った直後に配信される（配信後1週間無料配信）。第58話以前は、第1話以外全て有料配信（無料配信無し）となっている。

### The Sketchbook Project
作中にて「カイメイ・ロック・フェスティバル」に出場するスケット団のバンドシーンを実際に演奏するミュージシャン、および演奏する楽曲を選出するオーディション企画。演奏ミュージシャンについては、ベースボーカルのボッスン役、ギターのヒメコ役、ドラムのスイッチ役への応募者の中から、アニメ公式サイトにおける視聴者の投票により、それぞれ多田宏、小原莉子、渡邊悠の3名が選出された。楽曲については、用意された3曲の中から、同様の投票により「道」が選出された。選出メンバーは劇中バンド「The Sketchbook」として、第17話「スケッチブック」内で「道」およびthe pillowsの「Funny Bunny」の2曲の演奏を披露した。その後は、「The Sketchbook」としてavex entertainmentに所属し、アニメ8 - 9月期のオープニングテーマおよびエンディングテーマを担当し、2012年1月からも第4期、6期のオープニングテーマを担当している。

### CD
| 発売日         | タイトル                                                    | 規格品番                   |
| -------------- | ----------------------------------------------------------- | -------------------------- |
| 2011年9月28日  | SKET DANCE カイメイ・ロック・フェスティバル                 | AVCA-49099                 |
| 2011年11月30日 | SKET DANCE オリジナルサウンドトラック ベストヒットKAIMEI    | AVCA-49096                 |
| 2011年12月16日 | SKET DANCE キャラクターソングアルバム "キャラット・ダンス♪" | AVCA-49347（通常盤）       |
| 2011年12月16日 | SKET DANCE キャラクターソングアルバム "キャラット・ダンス♪" | AVCA-49348（Boy's side）   |
| 2011年12月16日 | SKET DANCE キャラクターソングアルバム "キャラット・ダンス♪" | AVCA-49349（Girl's side）  |
| 2011年12月16日 | SKET DANCE キャラクターソングアルバム "キャラット・ダンス♪" | AVC1-49350（JF2011限定盤） |
| 2012年3月7日   | パーリー!ハレルヤ!                                          | AVCA-49412（CD+DVD盤）     |
| 2012年3月7日   | パーリー!ハレルヤ!                                          | AVCA-49413（通常盤）       |
| 2012年8月29日  | サーヤと愉快な音楽集                                        | AVCA-49670                 |
| 2012年8月29日  | 世界は屋上で見渡せた                                        | AVCA-49813（CD+DVD盤）     |
| 2012年8月29日  | 世界は屋上で見渡せた                                        | AVCA-49814（通常盤）       |
| 2012年12月19日 | THE BEST DANCE                                              | AVCA-62058（CD+DVD盤）     |
| 2012年12月19日 | THE BEST DANCE                                              | AVCA-62059（通常盤）       |

### DVD
2011年8月26日からリリースされている。ディスクは各2枚組。2011年6月24日に体験入学版と称し、第一話のみを収録したDVDが発売された。第1巻は4話、第2巻からは各3話収録されている。各巻には特典CDが同梱されており全巻共通でミニドラマが収録されている。また、初回版には各巻にインターネットラジオ『POP! SKET! DANCE!』のディレクターズカット版が収録されている。1年目の初回限定版の名称はフジサキデラックス版、2年目のDVDの名称はセカンド・ダンスとなっている。
映像特典は、フジサキデラックス版第1巻にはノンテロップオープニング「カッコ悪い I love you!」、ノンテロップエンディング「Comic Sonic」、番組宣伝スポットが収録されている。全巻共通として、学園タイムス風解説書が封入されている。
| 巻数 | 発売日         | 規格品番   | 規格品番   |
| 巻数 | 発売日         | 初回版     | 通常版     |
| ---- | -------------- | ---------- | ---------- |
| 0    | 2011年 6月24日 | AVBA-49010 |            |
| 1    | 8月26日        | AVBA-49011 | AVBA-49012 |
| 2    | 9月21日        | AVBA-49066 | AVBA-49067 |
| 3    | 10月28日       | AVBA-49074 | AVBA-49075 |
| 4    | 11月25日       | AVBA-49092 | AVBA-49093 |
| 5    | 12月21日       | AVBA-49113 | AVBA-49114 |
| 6    | 2012年 1月27日 | AVBA-49120 | AVBA-49121 |
| 7    | 2月24日        | AVBA-49387 | AVBA-49388 |
| 8    | 3月23日        | AVBA-49486 | AVBA-49487 |
| 9    | 4月27日        | AVBA-49503 | AVBA-49504 |
| 10   | 5月25日        | AVBA-49664 | AVBA-49665 |
| 11   | 6月22日        | AVBA-49700 | AVBA-49701 |
| 12   | 7月27日        | AVBA-49744 | AVBA-49745 |
| 13   | 8月24日        | AVBA-49811 | AVBA-49812 |
| 14   | 9月28日        | AVBA-49842 | AVBA-49843 |
| 15   | 10月26日       | AVBA-49929 | AVBA-49930 |
| 16   | 11月30日       | AVBA-49954 | AVBA-49955 |
| 17   | 12月28日       | AVBA-49980 | AVBA-49981 |
| 01   | 2013年 1月30日 | AVBA-62108 | AVBA-62160 |
| 02   | 2013年 1月30日 | AVBA-62128 | AVBA-62161 |
| 03   | 2月22日        | AVBA-62129 | AVBA-62162 |
| 04   | 2月22日        | AVBA-62130 | AVBA-62163 |

#### SELECT DANCE
2012年4月27日、12月19日に長編のみを収録したDVDシリーズ『SKET DANCE SELECT DANCE』が発売された。
| サブタイトル                       | 発売日         | 収録話数        | 規格品番   |
| ---------------------------------- | -------------- | --------------- | ---------- |
| ガチンコ・ビバゲー・バトル編       | 2012年4月27日  | 第11話 - 第13話 | AVBA-49677 |
| カイメイ・ロック・フェスティバル編 | 2012年4月27日  | 第16話 - 第17話 | AVBA-49678 |
| クソゲー編                         | 2012年4月27日  | 第8話、第18話   | AVBA-49679 |
| Switch Off                         | 2012年12月19日 | 第24話 - 第25話 | AVBA-62037 |
| OGRESS                             | 2012年12月19日 | 第36話 - 第37話 | AVBA-62036 |
| Happy Birthday & Rebirthday        | 2012年12月19日 | 第46話 - 第48話 | AVBA-62035 |

### Blu-ray BOX
2021年12月24日に『SKET DANCE Memorial Complete Blu-ray』が発売される。テレビアニメ全77話とEX話を収録

### イベント
SKET DANCE プレミアムイベント -開盟学園 後夜祭-
2012年10月8日にシアターGロッソで開催された。吉野裕行、白石涼子、杉田智和、下野紘、野島健児、高本めぐみ、小林ゆう、井上麻里奈が出演した。

### WEBラジオ

#### 1期
- タイトル - POP! SKET! DANCE!
- 配信サイト - TVアニメ スケット・ダンス公式サイト
- 配信期間 - 2011年7月11日 - 2012年11月12日（毎月第2月曜配信）

配信済みの回はそれぞれDVD初回限定版の特典CDに収録される予定。

##### パーソナリティ（1期）
月替わり制となっている。
| 回数   | パーソナリティ                                           |
| ------ | -------------------------------------------------------- |
| 第01回 | 吉野裕行、白石涼子、杉田智和                             |
| 第02回 | 吉野裕行、三宅健太、井上麻里奈                           |
| 第03回 | 吉野裕行、白石涼子、檜山修之                             |
| 第04回 | 吉野裕行、下野紘、小林ゆう                               |
| 第05回 | 吉野裕行、白石涼子、豊口めぐみ                           |
| 第06回 | 吉野裕行、白石涼子、高本めぐみ                           |
| 第07回 | 吉野裕行、野島健児、堂坂晃三                             |
| 第08回 | 杉田智和、白石涼子、井上麻里奈                           |
| 第09回 | 吉野裕行、杉田智和、阪口大助                             |
| 第10回 | 吉野裕行、白石涼子、鈴木達央                             |
| 第11回 | 吉野裕行、白石涼子、杉田智和、川口敬一郎、The Sketchbook |
| 第12回 | The Sketchbook、白石涼子                                 |
| 第13回 | 吉野裕行、檜山修之、斉藤佑圭、金田アキ、水原薫           |
| 第14回 | 吉野裕行、杉田智和、佐藤聡美                             |
| 第15回 | 白石涼子、相沢舞、中田譲治                               |
| 第16回 | 吉野裕行、白石涼子、下野紘、篠原健太先生                 |
| 第17回 | 吉野裕行、白石涼子、杉田智和、篠原健太先生               |

##### コーナー
スケット団団員募集
スケット団の新たなメンバーを募集するために自己PRを募るコーナー
サブキャラ、出てこいや〜
身近にいるSKET DANCEに登場するキャラクターに負けないような個性的な人の情報を募集するコーナー
スケット団のお悩み相談室
リスナーから寄せられた悩み相談を解決していくコーナー
ふつおた
普通のお便りを募集するコーナー

#### 2期
- タイトル - POP! SKETCH! BOOK!
- 配信サイト - TVアニメ スケット・ダンス公式サイト
- 配信期間 - 2012年12月10日 - 2013年4月15日（毎月第2・第4月曜配信）

配信済みの回はそれぞれDVD初回限定版の特典CDに収録される予定。

##### パーソナリティ（2期）
レギュラーのThe Sketchbook(多田宏、小原莉子、渡邊悠)とゲストにSKET DANCEの出演声優で進行していく。
| 回数   | パーソナリティ           |
| ------ | ------------------------ |
| 第01回 | The Sketchbook、吉野裕行 |
| 第02回 | The Sketchbook、堂坂晃三 |
| 第03回 | The Sketchbook、白石涼子 |
| 第04回 | The Sketchbook、檜山修之 |
| 第05回 | The Sketchbook、杉田智和 |
| 第06回 | The Sketchbook、下野紘   |
| 第07回 | The Sketchbook、逢坂良太 |
| 第08回 | The Sketchbook、吉野裕行 |

### アバター衣装
ソーシャルネットワーキングサービスのMobageにてアバター衣装用のコインガチャが用意されている。

## ドラマCD
ドラマCDが2巻発売されている。

### 商品情報
- ドラマCD『SKET DANCE』
  1. 2009年10月30日、ISBN 978-4-08-901169-0
  2. 2010年4月28日、ISBN 978-4-08-901171-3